# Кара-Якупово
Ка́ра-Яку́пово (рос. Кара-Якупово, башк. Ҡара Яҡуп) — село у складі Чишминського району Башкортостану, Росія. Адміністративний центр Кара-Якуповської сільської ради.
Населення — 513 осіб (2010; 448 у 2002).
Національний склад:
- башкири — 97 %